# Athaumasta polioides
Athaumasta polioides là một loài bướm đêm trong họ Noctuidae.